# Roberto Pereyra
Roberto Maximiliano Pereyra, född 7 januari 1991, är en argentinsk fotbollsspelare som spelar för AEK Aten. Han har även representerat Argentinas landslag.

## Karriär
Den 28 september 2020 blev Pereyra klar för en återkomst i Udinese, där han skrev på ett kontrakt fram till 2023. Den 12 juli 2024 värvades Pereyra av grekiska AEK Aten, där han skrev på ett tvåårskontrakt.